# Resolució 114 del Consell de Seguretat de les Nacions Unides
La Resolució 114 del Consell de Seguretat de les Nacions Unides, aprovada per unanimitat el 4 de juny de 1956 després de recordar les resolucions 73 (1949) i 113 (1956) i d'haver rebut un informe del Secretari General, el Consell va prendre nota del progrés cap a l'adopció de les mesures assenyalades en la resolució 113, però que no obstant això les mesures Acord d'Armistici General i diverses resolucions del Consell no s'han posat plenament en execució.
El Consell va declarar que les parts en els Acords d'Armistici haurien de cooperar tant amb el Secretari General com el Cap d'Estat Major del Organisme de les Nacions Unides per la Vigilància de la Treva i que els observadors de les Nacions Unides han de gaudir plenament de llibertat de moviment. El Consell també va demanar al Cap de Estat Major a reportar qualsevol acció presa per una de les parts en un Acord d'Armistici que constitueixi una seriosa violació de l'acord i al Secretari General a seguir posant els seus bons oficis a la disposició de les parts.